# Route nationale 1 (Guinée)
Pour les articles homonymes, voir Route nationale 1.
La Route Nationale 1 (N1) de Guinée s'étend du port de Conakry jusqu'à Nzérékoré, proche de la frontière avec le Liberia. Elle traverse la ville de Kankan où elle croise les routes N6 et N2, avant de s'étendre sur une distance totale de 1 729 kilomètres,,.

## Tracé
- Conakry
- Coyah
- Kindia
- Mamou
- Dabola
- Kouroussa
- Kankan
- Kérouané
- Beyla
- Nzérékoré

## Passages à niveau
| nombre | Emplacement     | Autoroute |
| ------ | --------------- | --------- |
| 1      | Kilomètre 36    | N3        |
| 2      | Coyah           | N4        |
| 3      | Kindia          | N24       |
| 4      | Mamou           | N2        |
| 5      | Tialere (Mamou) | N5        |
| 6      | Dabola          | N29       |
| 7      | Bisikrima       | N30       |
| 8      | Bakou           | N31       |
| 9      | Faraba          | N32       |
| 10     | Kankan          | N6        |
| 11     | Talioro         | N7        |
| 12     | Tintioulé       | N34       |
| 13     | Kérouané        | N33       |
| 14     | Kansankoro      | N10       |
| 15     | Niansamoridou   |           |
| 16     | Beyla           | N8        |
| 17     | Boola           |           |
| 18     | Nzérékoré       | N1        |
| 19     | Lola            |           |
| 20     | Gogota          | N19       |

## Parcours actuel

Illustrations sur l'itinéraire
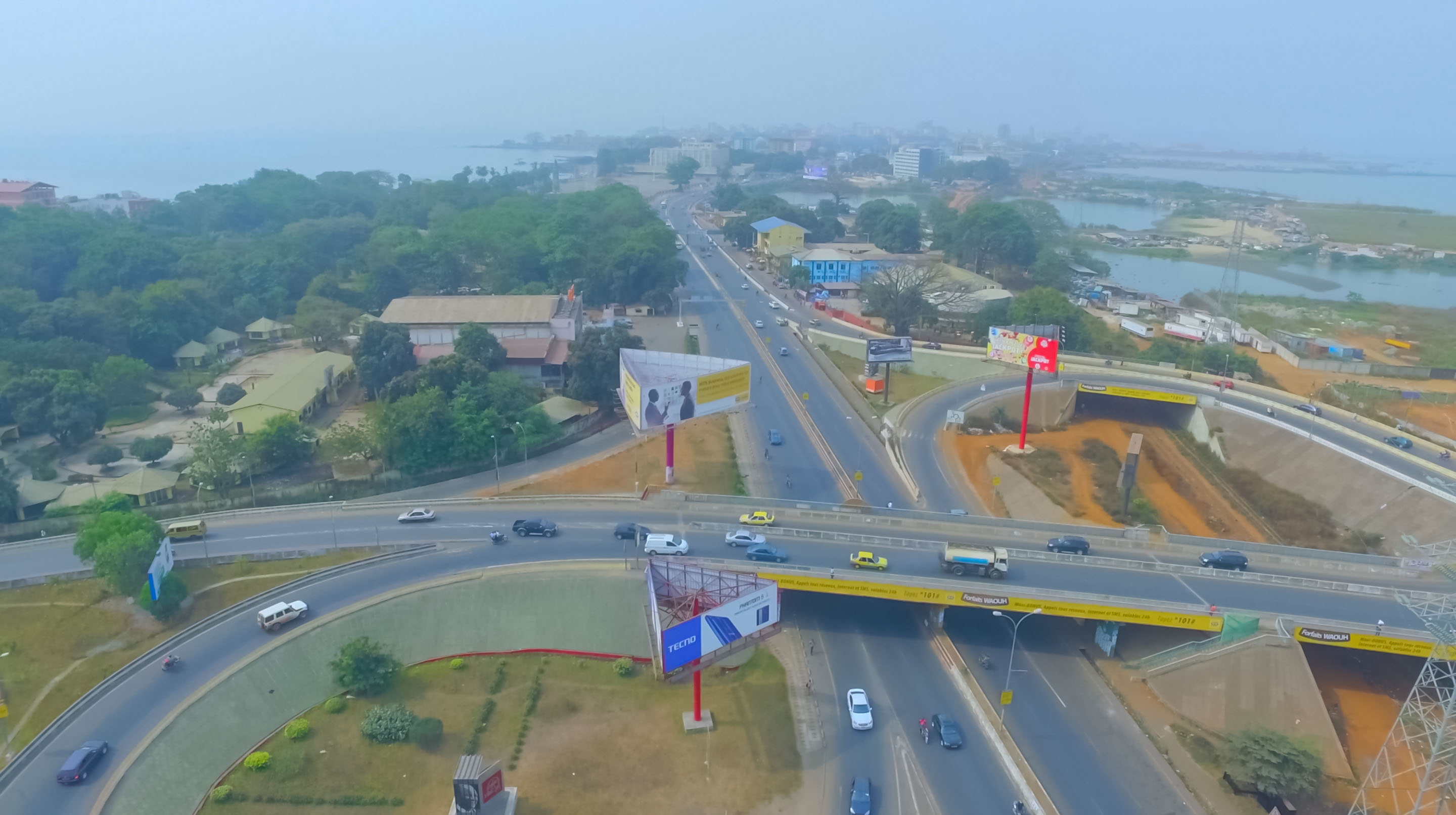
Vue du Pont 8 Novembre
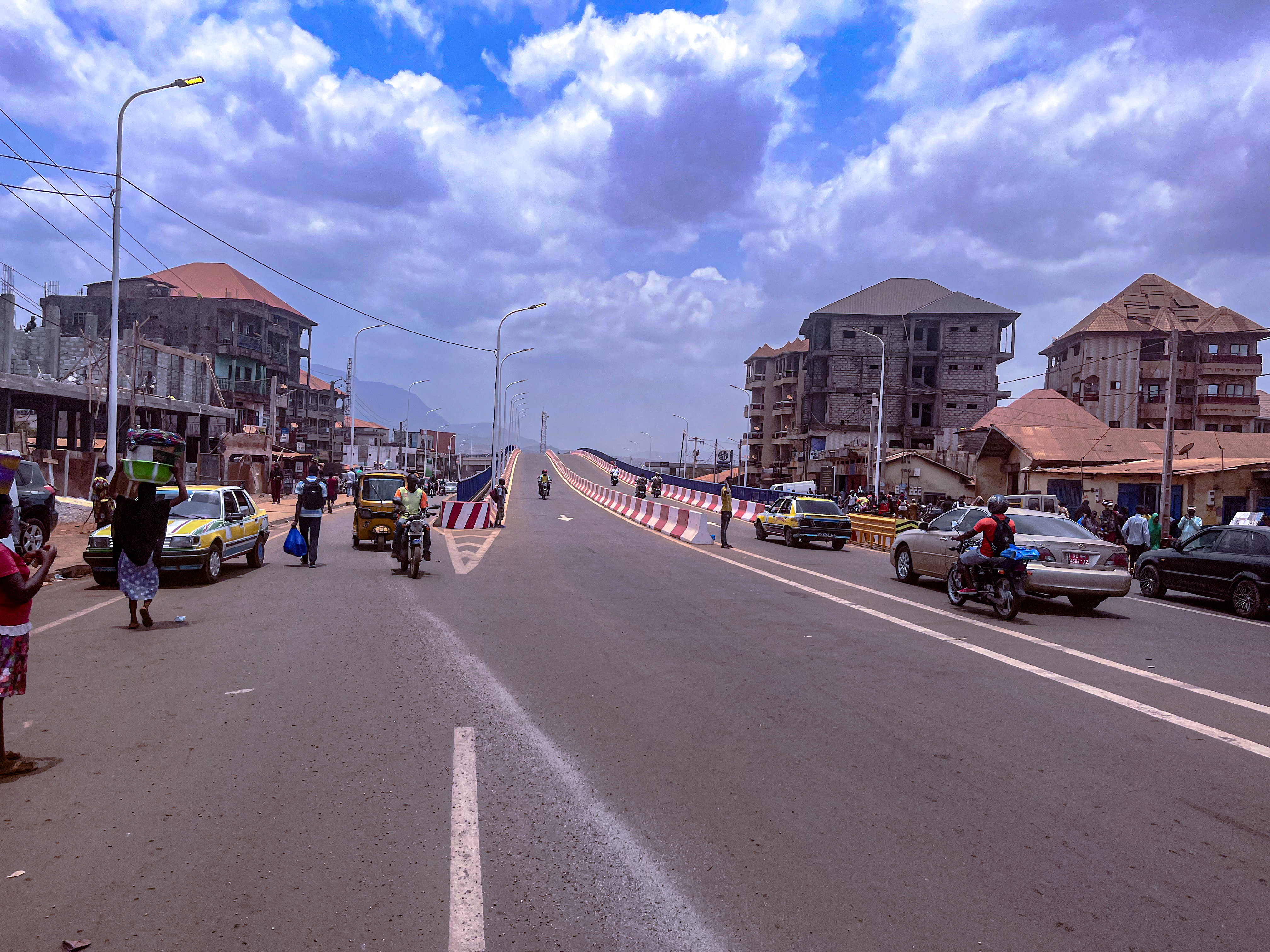
Entre de l'Échangeur Paul Kagame de Kagbelen en direction de Coyah
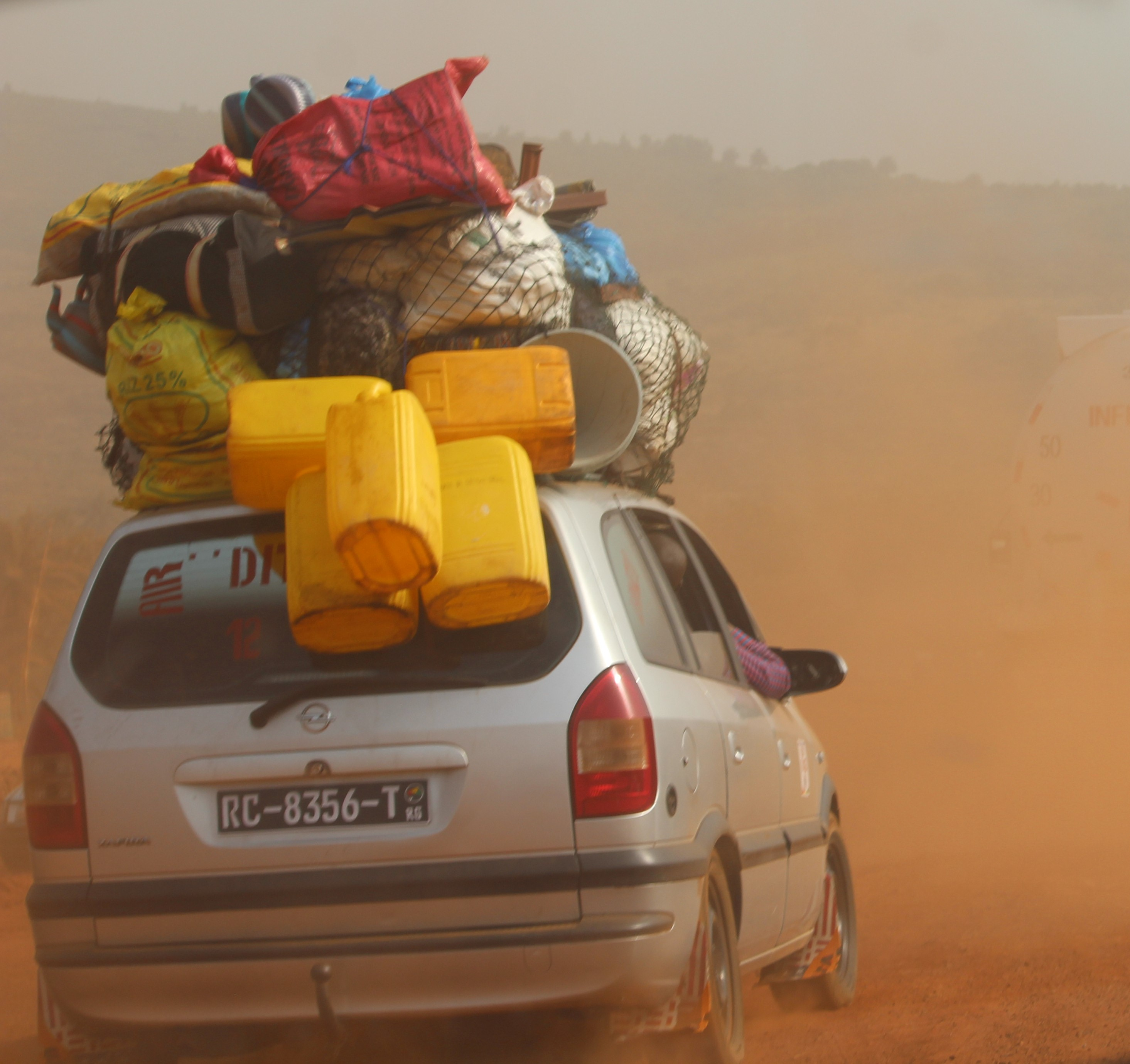
Taxi sur la route Conakry Coyah en 2020
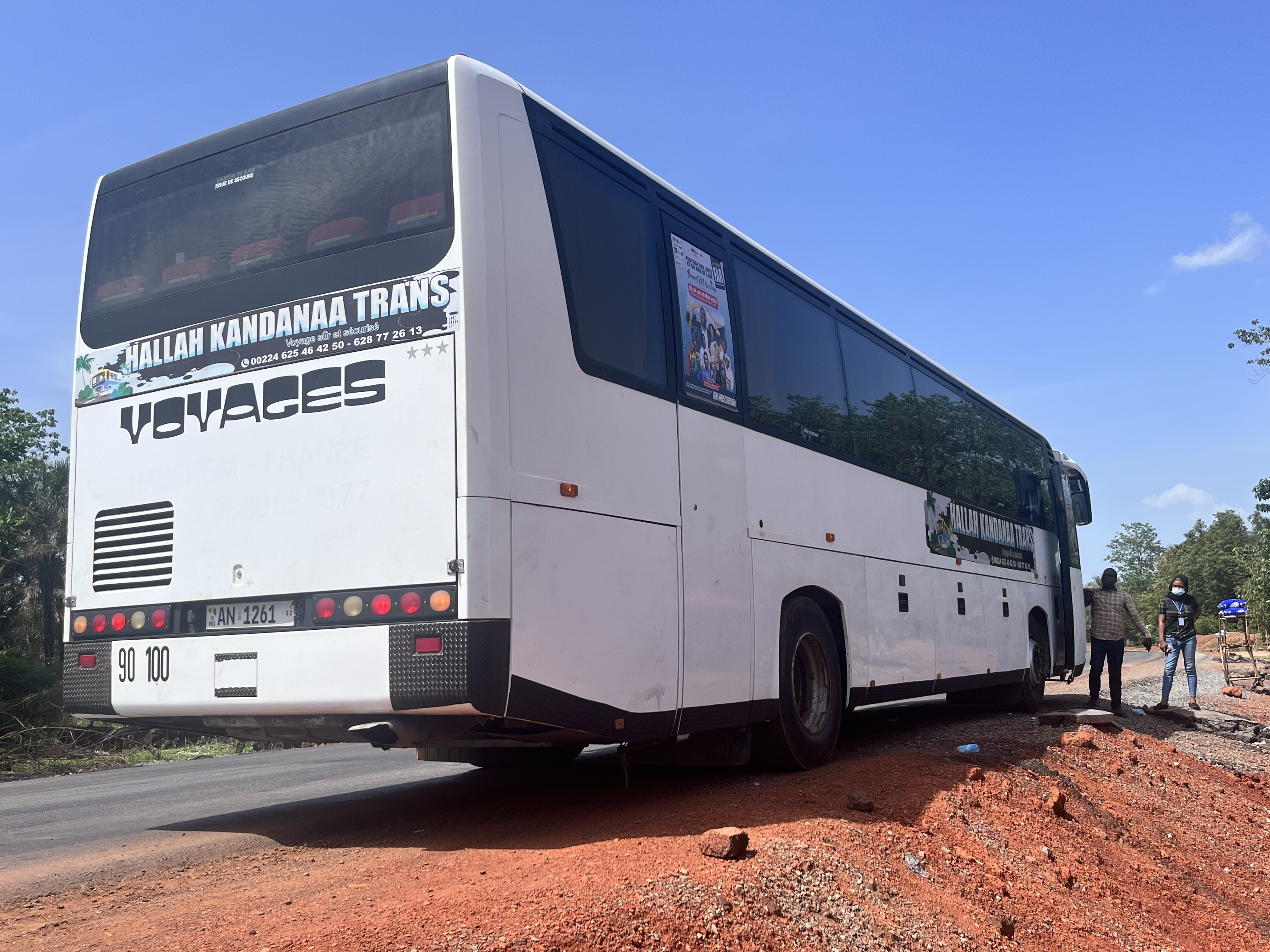
Bus de transport commun
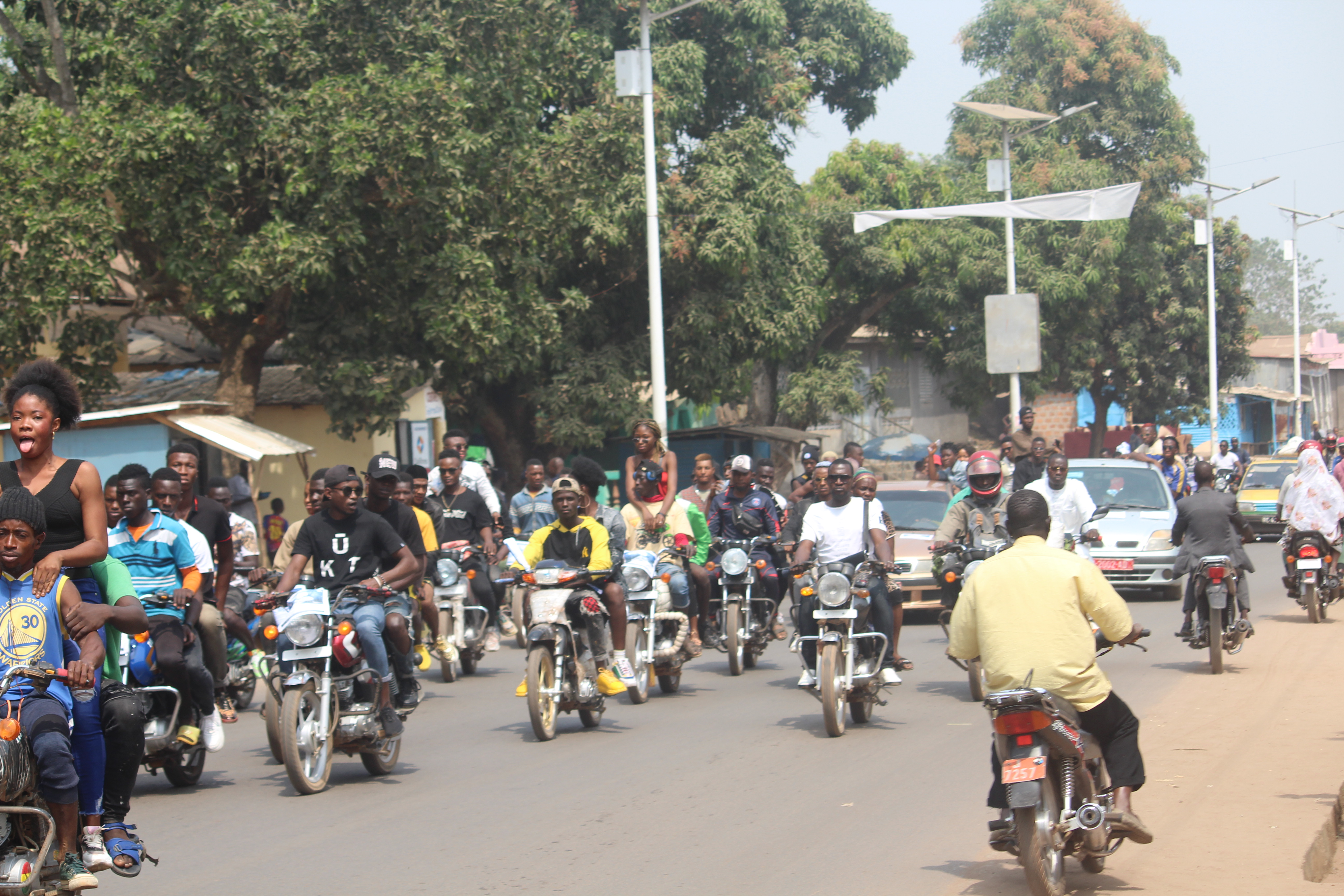
Cortège de Taxi Moto à Kindia
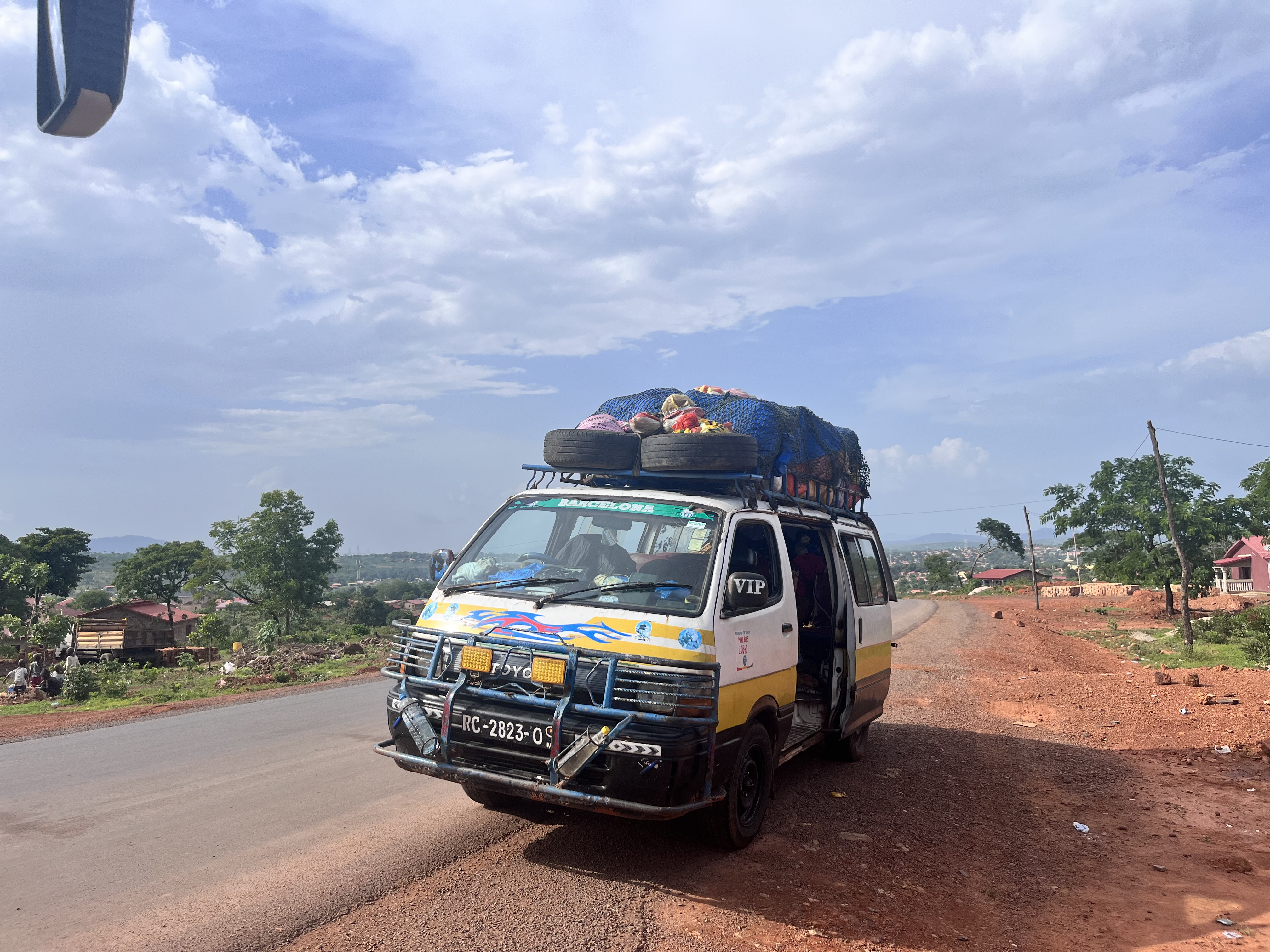
Magbana à Linsan
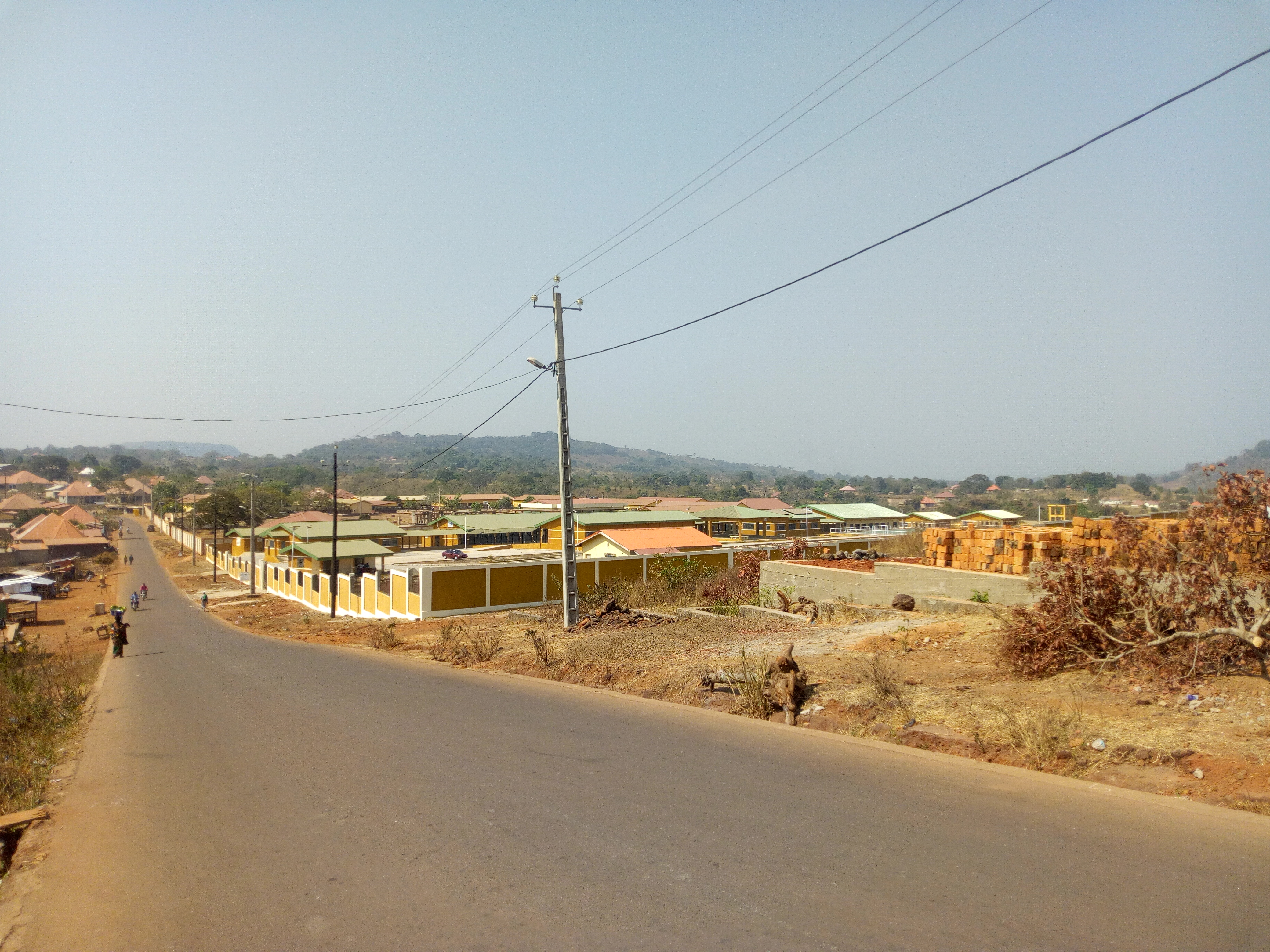
Image de la route à teliko (Mamou)
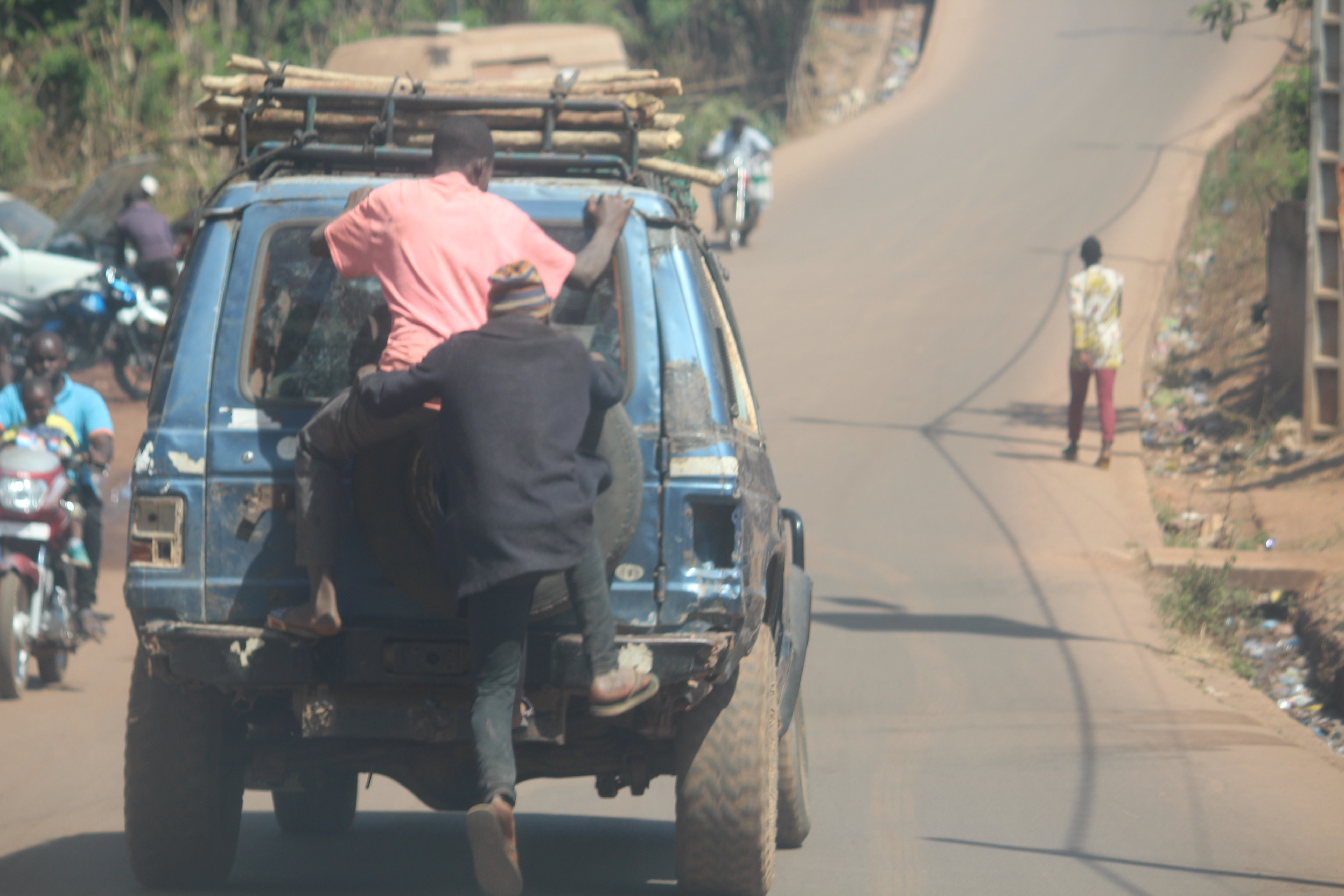
Bagagiste à Mamou
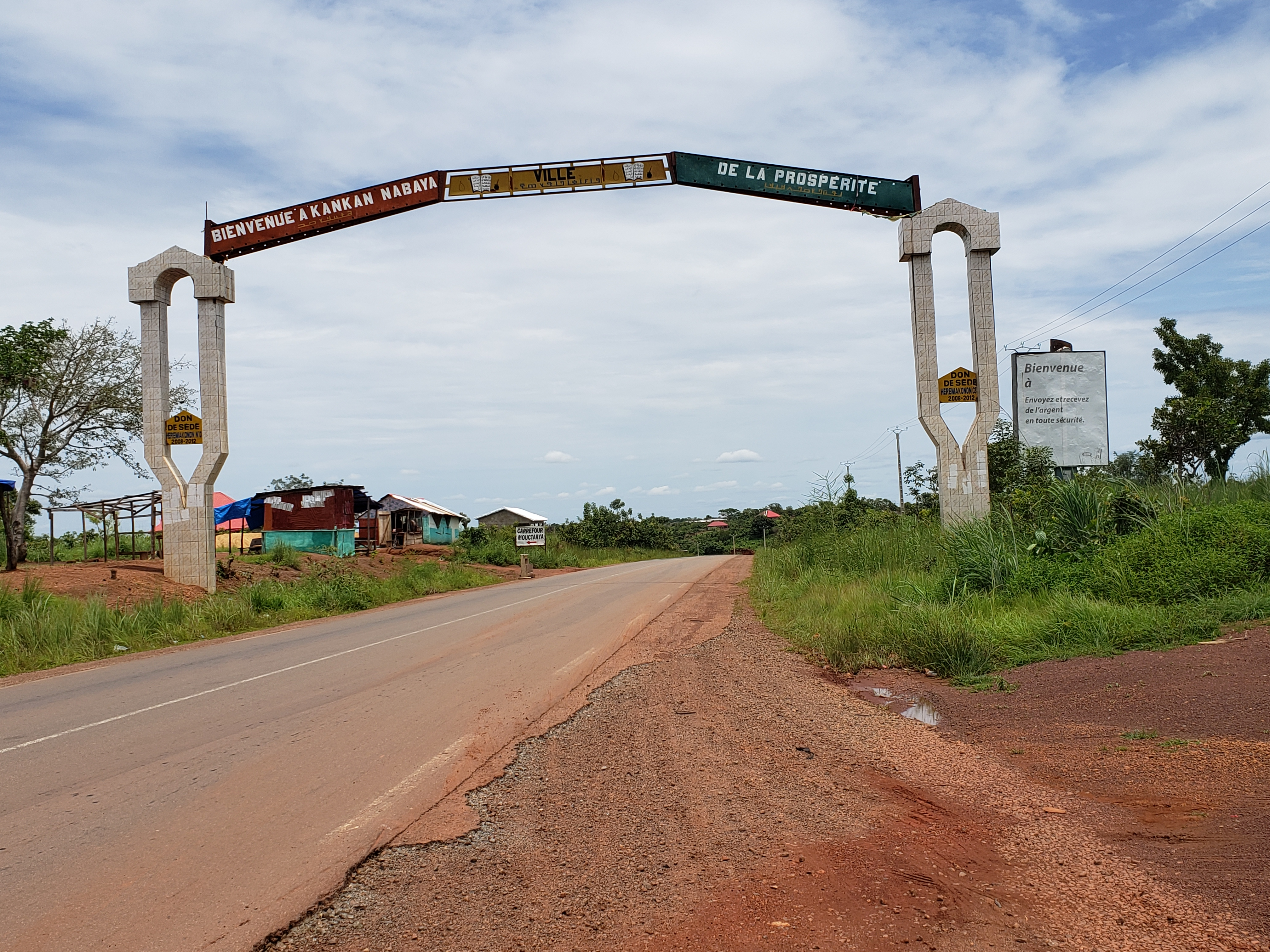
Entre de la ville de Kankan
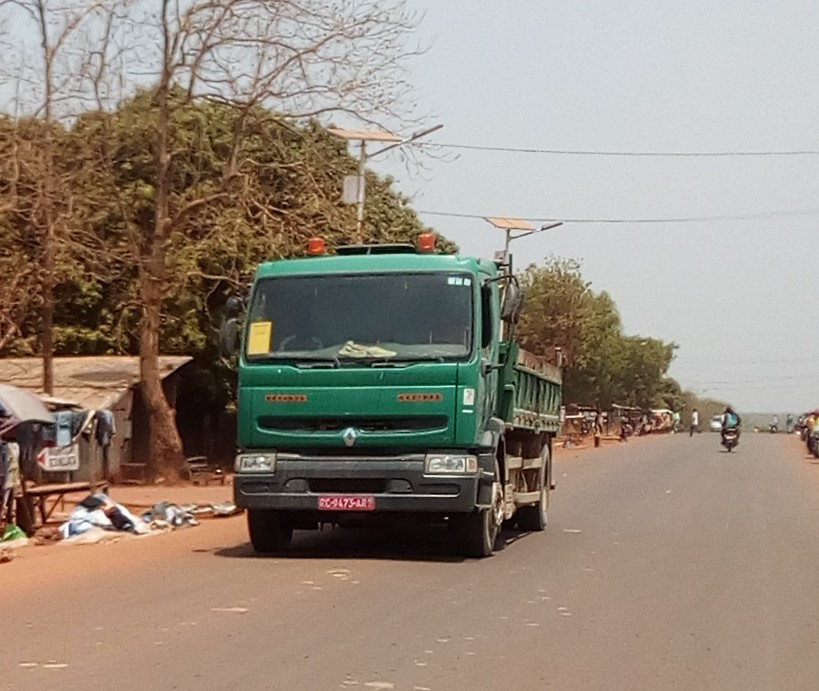
Camion de bene sur la N° 1 à Kankan
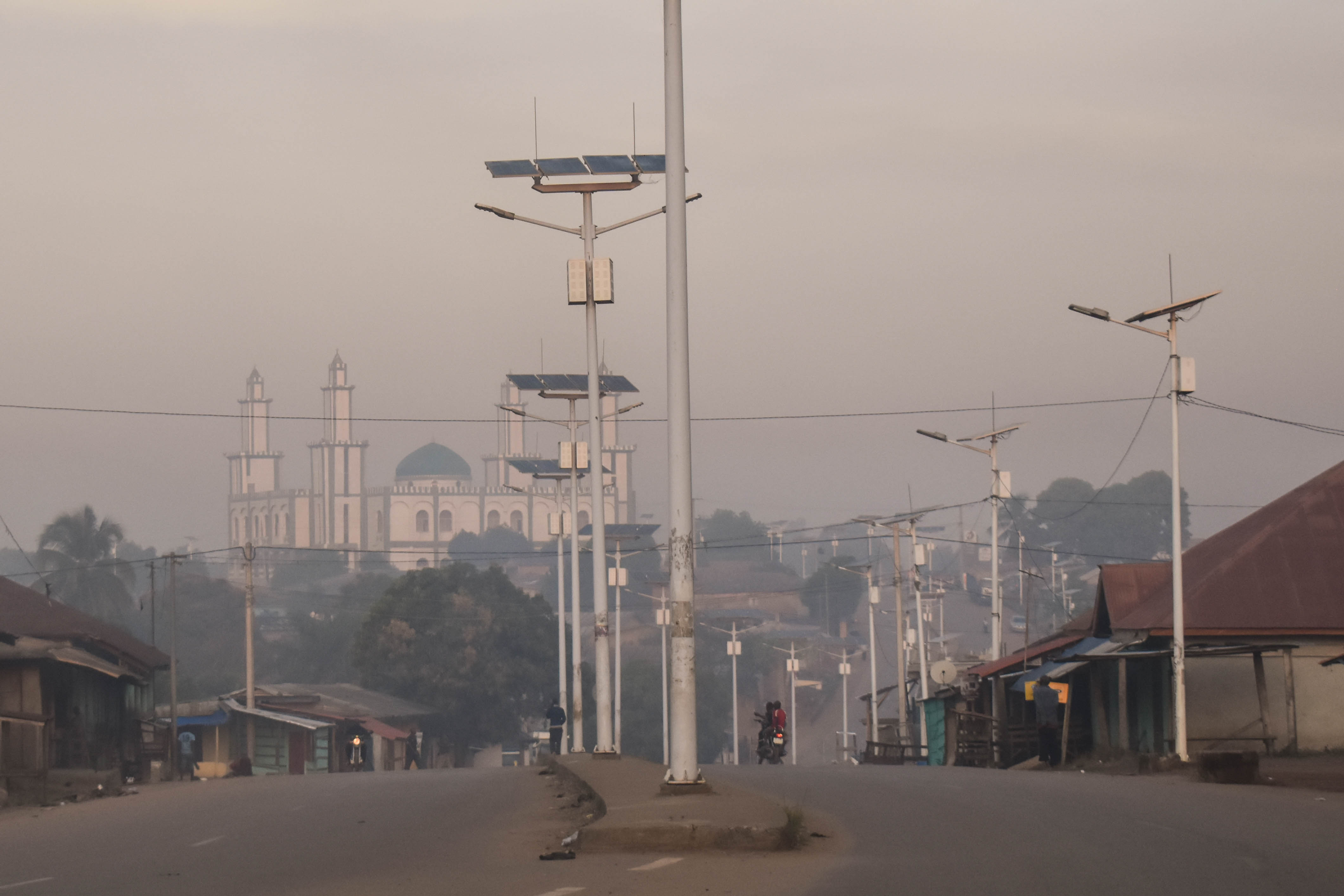
La RN 1 à Nzérékoré